# 小仏関所
小仏関所（こぼとけせきしょ）は、武蔵国と相模国の国境、高尾山の小仏峠周辺に設けられた甲州街道の関所のひとつ。所在地は現在の東京都八王子市裏高尾町に相当し、別称に、富士関、富士見関、駒木野小仏関所がある。
小仏関所廃止後、その跡地は国の史跡に指定された。

## 概要
小仏関所は、武蔵・相模の国境、高尾山の小仏峠周辺にある、甲州街道に置かれた関所の一つである。
小仏関所は、戦国時代天正年間（天正元年〈1573年〉から文禄元年〈1592年〉）に、北条氏照が小仏峠に設置したが、天正8年（1580年）に、関所は小仏峠から、東側の駒木野(裏高尾町)の地に移された。
小仏関所には東門と西門が設けられ、北側に間口5間、奥行3間の番所が建てられた。関所の警備は4人体制の関所番となっていた。小仏関所の役目は、他の関所と同じく鉄砲と婦女の通過を取り締まっていた。
1869年（明治2年）の太政官布告により関所が廃止された。その後、関所跡は、1928年（昭和3年）1月18日に「小仏関跡」として国の史跡に指定された。また、現在「小仏関跡」は、八王子市にて八王子八十八景　歴史・文化の景のひとつともなっている。

## 小仏関所の設置と移設

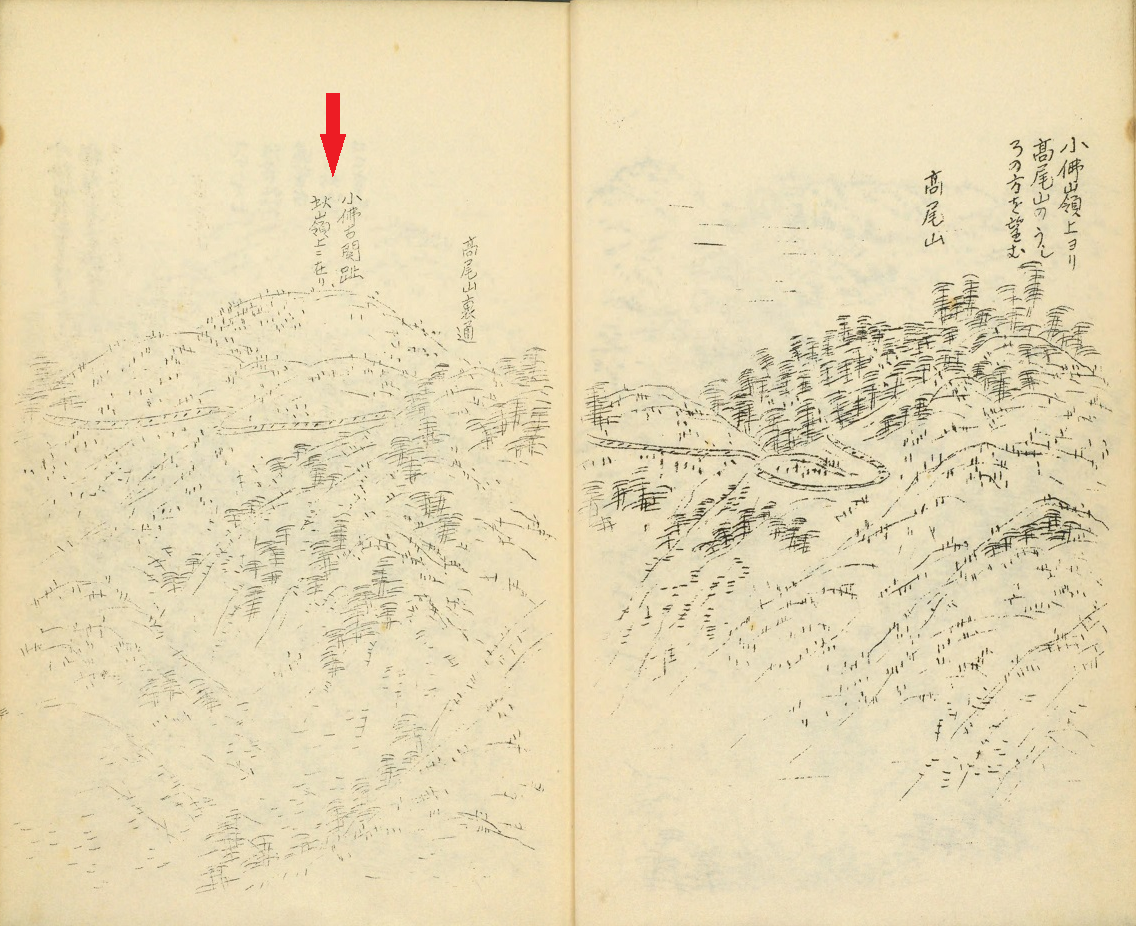
小仏嶺上の小仏関所（古関跡）の位置（『武蔵名勝図会　巻第8』 コマ番号6）

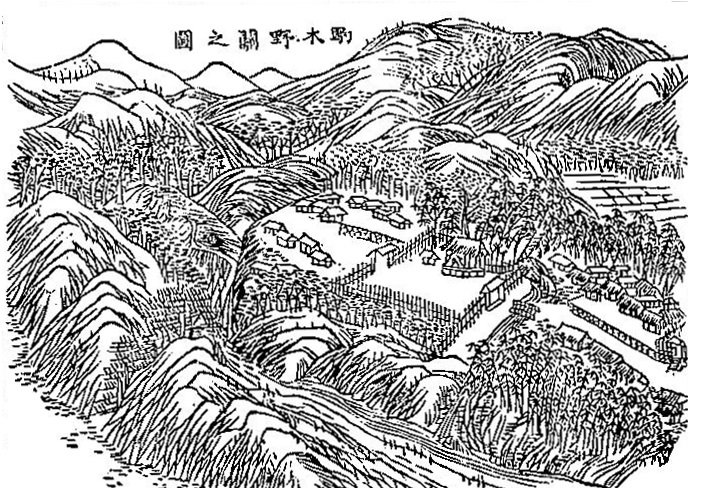
駒木野（小仏）関所の図(新編武蔵風土記稿. 巻之１０３ 多磨郡之１５,上長房村（附駒木野宿、小仏宿）

### 小仏峠の関所
戦国時代天正年間（天正元年（1573年）から文禄元年（1592年））に、北条氏照が小仏峠に設置した。小仏関跡よりも上方にあり、城山で、小仏峠の東南約500 m、標高672 m辺りにあり、高地であったことから、富士山も遠く眺望できたため、「富士見関」、「富士関」ともいわれた。
『武蔵名勝図会』によると「小佛古関趾嶺上ニ在リ」との記録がある。

### 駒木野への移設
天正8年（1580年）に、関所は小仏峠から、東側の駒木野の地に移された。関所は移設されており、文化8年の「奉願候覚」によると、関所が山上から駒木野へ移設されたことが記されている。また、『高尾山文書』、太田資正の制札によると、永禄4年（1561年）駒木野に関所があったことが記されている。
小仏関所は、武蔵・相模の国境、高尾山の小仏峠周辺にある、甲州街道に置かれた。安政2年（1855年）『旅行須知』によると、甲州街道に置かれた関所の所在地と番所が記録がある。その中で、駒木野（小仏）関所が、もっとも重要であった。

### 関所の位置付け
「諸国御関所書付」によると、小仏関所は、房川渡中田関所、金町松戸関所、小岩市川関所、新郷川俣関所に並び重要な関所とされている。

## 関所と関所道具類

### 小仏関所の構造
『武蔵名勝図会』や「小仏御関所絵図」等によると、小仏関所は、東門と西門が設けられ、北側に間口5間、奥行3間の番所が建てられた。東門の横に榎沢川があり、関所前に駒木野橋（関所橋）が架けられていた。「上段は十二畳敷で、下の陣は八畳の二間に仕切り、前面に縁側をつけた。その下に砂利をまいて白砂をしき、石垣でこれをとめ、平地から一段高くした」。関所の周囲には高さ2 mの栗丸木の柵が、周囲136 ｍ余りにめぐり、南側は小仏川を越えて対岸の山麓まで約216 mの竹矢来（たけやらい）が組まれ、通行人の往来を規制していた。

### 関所道具類
小仏関所で任務に必要な用具は、関所所在地の引継ぎ書に記されている。小仏関所では、警備用のために、弓矢とその付属品・鉄炮・火薬・火縄・長柄・三道具を、また犯人捕獲のために品縄（科縄）・首金・手錠を必要とした。その他に、幕や提灯が関所の必要とした用具であった。

## 小仏関所の改め

### 関所番
関所番は、『小仏関所勤方之覚』（寛延2年（1749年）頃）によると、元和9年（1623年）、徳川秀忠・家光の上洛にあたり、川村帯刀、大久保太郎左衛門、牧口久右衛門、高城与左衛門の四名に、小仏関所の警固を命じた。関所の警備は、元和9年（1623年）以降は関所番4人体制となった。
寛政期には、関所間での番人の異動が行われ、小岩市川関所、房川渡中田関所、駒木野小仏関所、金町松戸関所での番替があり、駒木野小仏関所では川村一学が小岩市川関所へ番替、駒木野小仏関所で川村一学の跡に房川渡中田関所から落合源兵衛が番替となった。関所間の番替はこの時期だけだった。

### 「入鉄炮出女」
小仏関所の役目も、他の関所と同じく婦女と鉄炮を取り締まった。『諸国御関所改方之次第 風来書』によると、小仏関所の改めが記されている。記録によると、入り女は改めず自由に通過できたが、出女は留守居方の証文の改めが必要であった。夜中の通行は禁止とした。そして、江戸への「入り鉄炮」は老中証文の改めが行われ、出鉄砲は数多い場合老中証文を必要とした。

## 関所の廃止と史跡指定

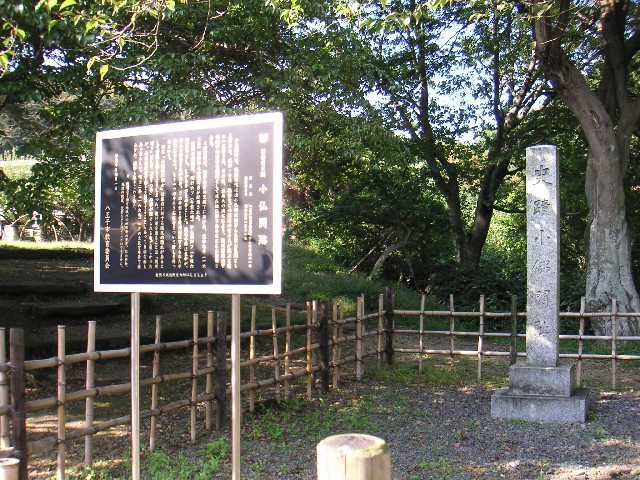
小仏関跡

1869年（明治2年）の太政官布告により他の関所とともに廃止された。
明治維新後に撤廃されたが、道路に接し、石垣などの遺構もあり、後世にのこす遺跡として保存すべき必要があるとして、1928年（昭和3年）1月18日に「小仏関跡」として国の史跡に指定された。史跡管理団体は八王子市である。
小仏関所跡は、八王子市にて八王子八十八景　歴史・文化の景のひとつとなっている。